# 4 mars
4 mars är den 63:e dagen på året i den gregorianska kalendern (64:e under skottår). Det återstår 302 dagar av året.

## Återkommande bemärkelsedagar

### Flaggdagar
- USA: Dag för installation av ny president vart fjärde år, året efter skottår, fram till 1936 (sedan 1937 är installationsdagen 20 januari)

## Namnsdagar

### I den svenska almanackan
- Nuvarande – Adrian och Adriana
- Föregående i bokstavsordning
  - Ada – Namnet infördes 1986 på 23 december. 1993 flyttades det till dagens datum och 2001 till 10 mars.
  - Adrian – Namnet infördes på dagens datum 1830, då det ersatte den äldre namnformen Adrianus. Det har funnits där sedan dess.
  - Adriana – Namnet infördes på dagens datum 2001 och var då ett återinförande av den franska namnformen Adrienne, som infördes på dagens datum 1986, men utgick 1993.
  - Adrianus – Namnet fanns, till minne av den romerska martyren Hadrianus av Nicomedia från 300-talet, fram till 1681 på 5 mars. Detta år flyttades det till dagens datum och fanns där fram till 1830, då det utgick och ersattes med det modernare Adrian.
  - Adrienne – Namnet infördes på dagens datum 1986, men utgick 1993. Det återinfördes dock på dagens datum 2001 i den försvenskade formen Adriana.
  - Astor – Namnet infördes på dagens datum 1986, men flyttades 1993 till 16 december och utgick 2001.
  - Lucius – Namnet fanns på dagens datum, till minne av påven Lucius I, före 1681, då det utgick.
- Föregående i kronologisk ordning
  - Före 1681 – Lucius
  - 1681–1829 – Adrianus
  - 1830–1900 – Adrian
  - 1901–1985 – Adrian
  - 1986–1992 – Adrian, Adrienne och Astor
  - 1993–2000 – Adrian och Ada
  - Från 2001 – Adrian och Adriana
- Källor
  - Brylla, Eva (red.): Namnlängdsboken, Norstedts ordbok, Stockholm, 2000. ISBN 91-7227-204-X
  - af Klintberg, Bengt: Namnen i almanackan, Norstedts ordbok, Stockholm, 2001. ISBN 91-7227-292-9

### Finlandssvenska almanackan
- Nuvarande från 2000[1] – Adrian, Atle
- I föregående revideringar[a][2]
  - 1929–1999 – Atle

## Händelser
- 1226 – En planetträff mellan Jupiter och Saturnus inträffar.
- 1461 – Under det pågående engelska inbördeskriget rosornas krig blir den engelske kungen Henrik VI avsatt av tronpretendenten Edvard IV, som samma dag utropas till ny kung av England och herre över Irland. Henrik återkommer och avsätter Edvard 1470, men blir åter avsatt av honom 1471.
- 1647 – Sedan de allierade Sverige och Frankrike har invaderat Bayern under det pågående trettioåriga kriget tvingas den bayerske kurfursten Maximilian I denna dag gå med på ett vapenstillestånd, i vilket han avsäger sig sin allians med den tysk-romerske kejsaren. Redan på hösten samma år bryter Maximilian dock stilleståndet och återupprättar sin allians med kejsaren.
- 1791 – Vermont blir den 14:e delstaten som upptas i den amerikanska unionen. Det är dessutom den första delstat, som inte har tillhört de ursprungliga 13 kolonier, som från början bildade USA.[3]
- 1797 – John Adams tillträder posten som USA:s 2:e president, men blir den förste, som installeras den 4 mars (föregångaren George Washingtons installation blev uppskjuten till 30 april 1789, eftersom kongressen den 4 mars det året ännu inte var beslutsmässig). Med undantag för mord eller andra förtida dödsfall, då presidentperioderna avbryts i förtid och efterträdaren tillträder samma dag, kommer samtliga amerikanska presidenter installeras den 4 mars fram till 1937, då installationsdagen flyttas till 20 januari.
- 1861 – Abraham Lincoln blir USA:s förste republikanske president. Eftersom det republikanska partiet vid denna tid har det amerikanska slaveriets avskaffande som en av sina viktiga frågor blir detta ett steg på vägen i den delning av USA, som har inletts redan tidigare under året, då flera sydstater har utträtt ur unionen och istället bildar Amerikas konfedererade stater (Confederate States of America; CSA). Fler stater följer efter Lincolns installation och den 9 april utbryter det amerikanska inbördeskriget.
- 1877 – Den amerikanske uppfinnaren Thomas Edison lämnar in patentansökan på en mikrofon. I juni lämnar den tysk-amerikanske uppfinnaren Emile Berliner in en patentansökan på samma uppfinning, men efter en lång juridisk strid blir Berliners patent ogiltigförklarat och Edison erkänns som mikrofonens uppfinnare.
- 1902 – Föreningen American Automobile Association, som ska tillvarata amerikanska bilägares intressen, grundas i Chicago.
- 1923 – Den andra upplagan av Vasaloppet hålls och gymnastikdirektör Margit Nordin blir den första kvinnan som deltar. Då tävlingen är tänkt som ett ”kraftprov” för verkliga ”karlakarlar” beslutar tävlingsledningen efter detta att förbjuda kvinnor att delta i Vasaloppet. Inte förrän 1981 blir det åter tillåtet för kvinnor att delta och först 1997 inrättas en särskild damklass. Denna omgång av loppet blir dessutom första gången, då målgångsdevisen ”I fädrens spår för framtids segrar” används.
- 1933 – Franklin D. Roosevelt blir den siste amerikanske presidenten som tillträder 4 mars. Vid hans andra installation 1937 har installationsdagen flyttats till 20 januari, där den har legat sedan dess.
- 1966 – Beatlesmedlemmen John Lennon fäller under en intervju, som publiceras i en brittisk tidning denna dag, ett yttrande om att gruppen nu är mer populär än Jesus. I Storbritannien väcker uttalandet ingen större uppmärksamhet, men när den amerikanska tonårstidningen Datebook publicerar intervjun i USA i augusti samma år utbryter stora protester, där gruppens skivor bränns offentligt och deras musik förbjuds. Detta sker på skilda platser världen över.
- 2004 – En enhetschef vid svenska migrationsverket i Kristianstad kallar sin personal till tårtkalas efter att man har avvisat en ensamstående mamma och hennes tre sjuka barn från Sverige och firandet hålls dagen därpå. Sedan tidningen Dagens Nyheter har avslöjat händelsen tvingas enhetschefen avgå den 14 december året därpå.[4]

## Födda
- 1188 – Blanche av Kastilien, ”Englands drottning” 1216–1217 och Frankrikes drottning 1223–1226 (gift med Ludvig VIII)
- 1394 – Henrik Sjöfararen, portugisisk prins
- 1574 – Carl Carlsson Gyllenhielm, svensk friherre, fältmarskalk, riksråd och ståthållare, riksamiral från 1620, frilloson till Karl IX och Karin Nilsdotter
- 1678 – Antonio Vivaldi, italiensk violinist och tonsättare
- 1711 – Anders Berch, svensk professor i nationalekonomi
- 1760 – Nahum Parker, amerikansk domare och politiker, senator för New Hampshire 1807–1810
- 1769 – Muhammed Ali av Egypten, albansk furste (pascha) i det Osmanska riket, vicekung av Egypten
- 1777 – John Mattocks, amerikansk politiker, guvernör i Vermont 1843–1844
- 1824 – Carl Yngve Sahlin, svensk universitetslärare och filosof
- 1834 – James W. McDill, amerikansk republikansk politiker, senator för Iowa 1881–1883
- 1849 – Albert Stutzer, tysk lantbrukskemist
- 1853 – Hector MacDonald, brittisk general med smeknamnet Fighting Mac
- 1856 – Edmond Noel, amerikansk demokratisk politiker, guvernör i Mississippi 1908–1912
- 1862 – George H. Prouty, amerikansk republikansk politiker, guvernör i Vermont 1908–1910
- 1886 – Axel Roos, svensk bankdirektör och folkpartistisk politiker
- 1878 – Tyra Leijman-Uppström, svensk skådespelare
- 1888 – Knute Rockne, norsk-amerikansk fotbollsspelare och -tränare
- 1889 – Pearl White, amerikansk skådespelare
- 1898
  - Georges Dumézil, fransk filolog och religionshistoriker
  - Hans Krebs, tysk general
- 1908 – Naemi Briese, svensk sångare och skådespelare
- 1910 – Tancredo Neves, brasiliansk politiker, Brasiliens justitieminister 1953–1954, premiärminister 1961–1962 och vald men ej tillträdd president 1985
- 1913 – John Garfield, amerikansk skådespelare
- 1928 – Eduardo Guerrero, argentinsk roddare
- 1931 – Sonya Hedenbratt, svensk jazzsångare, skådespelare och revyartist
- 1932 – Miriam Makeba, sydafrikansk sångare
- 1936 – Jim Clark, brittisk racerförare
- 1942
  - Berit Carlberg, svensk sångare, skådespelare, regissör och revyprimadonna
  - Stig Malm, svensk fackföreningsman, ordförande för Landsorganisationen (LO) 1983–1993
- 1943 – Lucio Dalla, italiensk sångare, låtskrivare och skådespelare
- 1945 – Tommy Svensson, svensk fotbollsspelare och -tränare, förbundskapten för Sveriges herrlandslag i fotboll 1991–1997, VM-brons 1994, kopia av Svenska Dagbladets guldmedalj 1994
- 1948 – Chris Squire, brittisk musiker, medlem i gruppen Yes
- 1951 – Kenny Dalglish, brittisk fotbollsspelare och -tränare
- 1953 – Chris Smith, amerikansk politiker, kongressledamot 1981–
- 1954 – Catherine O'Hara, kanadensisk skådespelare
- 1957 – Mykelti Williamson, amerikansk skådespelare
- 1958
  - Patricia Heaton, amerikansk skådespelare
  - Hans Åkerhjelm, svensk kompositör
- 1959 – Gunnel Bohman, svensk operasångare och skådespelare
- 1960 – Nina Widerberg, svensk barnskådespelare
- 1961 – Steven Weber, amerikansk skådespelare
- 1963 – Jason Newsted, amerikansk musiker, basist i gruppen Metallica 1986–2001
- 1964 – Paul Bostaph, amerikansk trumslagare i gruppen Slayer
- 1968 – Alexander Öberg, svensk teaterregissör
- 1969 – Stina Nordenstam, svensk sångare
- 1972
  - Ted "Nocturno Culto" Skjellum, norsk musiker, medlem i Darkthrone
  - Jos Verstappen, nederländsk racerförare
- 1976 – Tommy Jönsson, svensk fotbollsspelare
- 1981 – Laura Michelle Kelly, brittisk skådespelare
- 1982 – Landon Donovan, amerikansk fotbollsspelare
- 1986 – Filip Benko, svensk skådespelare
- 1987 – Marina Zablith, brasiliansk vattenpolospelare
- 1990 – Andrea Bowen, amerikansk skådespelare

## Avlidna
- 561 – Pelagius I, påve sedan 556 (död denna eller föregående dag)
- 1238 – Joan av England, 27, drottning av Skottland sedan 1221 (gift med Alexander II)
- 1619 – Anna av Danmark, 44, drottning av Skottland sedan 1589 och av England och Irland sedan 1603 (gift med Jakob VI/I)
- 1633 – Magnus Brahe den äldre, 68, svensk greve och riksråd, Sveriges riksmarsk 1607–1612, riksdrots sedan 1612 och president för Svea hovrätt sedan 1614
- 1799 – Ulrik Scheffer, 82, svensk greve, generallöjtnant, ambassadör och riksråd samt Sveriges kanslipresident 1772–1783
- 1828 – Erik Sjöberg, 34, svensk poet och författare med pseudonymen Vitalis
- 1829 – Grímur Jónsson Thorkelín, 76, isländsk historiker
- 1832 – Jean-François Champollion, 41, fransk egyptolog, översatte Rosettestenen
- 1833 – Dominique Bouligny, 59, amerikansk politiker, senator för Louisiana 1824–1829
- 1868 – Richard H. Bayard, 71, amerikansk diplomat, jurist och politiker, senator för Delaware 1836–1839 och 1841–1845
- 1872 – Carsten Hauch, 81, dansk diktare, psalm- och romanförfattare samt professor i estetik
- 1873 – Alfred Iverson, 74, amerikansk demokratisk politiker, senator för Georgia 1855–1861
- 1908 – Redfield Proctor, 76, amerikansk republikansk politiker, guvernör i Vermont 1878–1880, senator för samma delstat sedan 1891, USA:s krigsminister 1889–1891
- 1916 – Franz Marc, 36, tysk konstnär (stupad i strid)
- 1939 – Ghazi, 26, kung av Irak sedan 1933
- 1941 – Ludwig Quidde, 82, tysk historiker, publicist och pacifist, mottagare av Nobels fredspris 1927
- 1943 – Alfred E. Reames, 72, amerikansk demokratisk politiker, senator för Oregon	 1938
- 1948
  - Antonin Artaud, 51, fransk författare, skådespelare och regissör
  - Elsa Brändström, 59, svensk sjuksköterska, känd som Sibiriens ängel
- 1952 – Charles Sherrington, 94, brittisk neurofysiolog, histolog, bakteriolog och patolog, mottagare av Nobelpriset i fysiologi eller medicin 1932
- 1966 – Gustav Wally, 60, svensk dansör, skådespelare, revyaktör, regissör och teaterchef
- 1967 – Mauritz Strömbom, 73, svensk skådespelare
- 1975 – Renée Björling, 76, svensk skådespelare
- 1977 – Lutz Schwerin von Krosigk, 89, tysk greve, jurist, ekonom och politiker, regeringschef 2 maj–23 maj 1945
- 1984 – Odd Bang-Hansen, 75, norsk författare och översättare
- 1986
  - Howard Greenfield, 49, amerikansk textförfattare
  - Richard Manuel, 42, kanadensisk musiker, pianist och trumslagare i gruppen The Band
- 1994 – John Candy, 43, amerikansk-kanadensisk skådespelare
- 1995 – Noël Mangin, 63, nyzeeländsk musiker och skådespelare
- 1999 – Åke Wästersjö, 83, svensk skådespelare
- 2001 – Harold Stassen, 93, amerikansk militär och politiker, guvernör i Minnesota 1939–1943
- 2002 – Niss Oskar Jonsson, 92, svensk företagare, grundare av sportutrustningsföretaget Jonssons fabriker (Jofa)
- 2007
  - Thomas Eagleton, 77, amerikansk demokratisk politiker, senator för Missouri 1969–1987
  - Peter Munk, 58, svensk cancersjuk man och dödshjälpsförespråkare
- 2008 – Gary Gygax, 69, amerikansk författare och spelutvecklare, upphovsman till rollspelet Dungeons & Dragons
- 2009 – Horton Foote, 92, amerikansk dramatiker och manusförfattare
- 2011
  - Simon van der Meer, 85, nederländsk fysiker, mottagare av Nobelpriset i fysik 1984
  - Krishna Prasad Bhattarai, 86, nepalesisk politiker, Nepals premiärminister 1990–1991 och 1999–2000
  - Johnny Preston, 71, amerikansk rock'n'roll- och rockabillysångare
  - Arjun Singh, 80, indisk politiker, Indiens minister för personalutveckling 2004–2009
- 2013
  - Bertil Hansson, 94, svensk folkpartistisk politiker, Sveriges kommunminister 1978–1979
  - Damiano Damiani, 90, italiensk filmregissör och manusförfattare
- 2015
  - Karl-Alfred Jacobsson, 89, svensk fotbollsspelare
  - Lennart Kjellgren, 92, svensk författare, vissångare och tv-personlighet
- 2016 – P.A. Sangma, 68, indisk politiker
- 2020 – Javier Pérez de Cuéllar, 100, peruansk diplomat, Förenta nationernas generalsekreterare 1982–1991

## Övrigt
- Bananens dag sedan 2017